# انتقال مقابل
في علم النفس، الانتقال المقابل  أو الإنقال المقابل  أو التحويل المضاد  أو التحويل المقابل هو إجراء عملية إعادة تحويل لمشاعر المعالج النفسي إلى المريض، أي حدوث تداخل بين مشاعر المريض والمعالج.

## التاريخ
وصفت ظاهرة الانتقال المقابل لأول مرة من قبل سيغموند فرويد سنة 1910، حيث وصفها في كتابه (الآفاق المستقبلية لعلاج التحليل النفسي) على أنها "نتيجة تأثير المريض على مشاعر المعالج الباطنية"، وأسماها (بالألمانية: Gegenübertragung). وقد نبه إلى ذلك في رسالة إلى كارل يونغ يقول فيها أنه على المعالجين أن يسيطروا ويتملّكوا على مشاعر الانتقال المقابل، حيث أنها تمثّل مشكلة دائمة لهم. كان فرويد قد صرّح أنه في النهاية يبقى المحلل النفسي إنساناً، بحيث يحدث أن يترك مشاعره تنتقل إلى المريض.

## اقرأ أيضاً
- تحليل نفسي
- علاج نفسي
- تحويل
- اعتمادية مقابلة
- رهاب مقابل